# Exorista velutina
Exorista velutina là một loài ruồi trong họ Tachinidae.